# Etyka informacji
Etyka informacji to dziedzina zajmująca się badaniem kwestii etycznych, wynikających z rozwoju i zastosowania technik informacyjnych. Dostarcza ona podstaw do krytycznego rozważania kwestii moralnych dotyczących tworzenia, przechowywania, zbierania i przetwarzania informacji. Etyka informacji jest ściśle związana z etyką komputerową, filozofią informacji oraz etyką mediów.
Dylematy dotyczące informacji stają się coraz ważniejsze w związku z rolą jaką odgrywa ona w społeczeństwie, określanym jako „informacyjne”. Etyka informacji bada szeroko rozumiane kwestie własności, prywatności i bezpieczeństwa informacji w społeczeństwie.
Istnieją zawodowe kodeksy, oferujące podstawy do podejmowania etycznych decyzji i do stosowania etycznych rozwiązań, w sytuacjach wymagających wykorzystania i dostępu do informacji, które odzwierciedlają starania organizacji dążące do zapewnienia odpowiedzialnych usług. Dynamicznie zmieniająca się rola informacji, zapotrzebowanie na nią oraz jej formaty, wymagają również ciągłego analizowania podstaw etycznych oraz sposobu realizacji tych kodeksów.
Główne, recenzowane, czasopismo zajmujące się etyką informacji to Ethics and Information Technology.